# 小鍜治悠太
小鍜治 悠太（こかじ ゆうた、1998年7月8日 - ）は、ジャパンラグビーリーグワン東芝ブレイブルーパス東京に所属するラグビーユニオン選手。

## プロフィール
- 大阪府出身[1]。
- ポジションはプロップ (PR)。
- 身長: 176 cm、体重: 109 kg
- 妹の歩もラグビー選手[2](女子日本代表・HO)。
- 関西学生代表に選ばれたことがある[3]。
- ジュニア・ジャパンに選ばれたことがある[4]。

## 略歴
2017年、大阪産大附属高校卒業後、天理大学に入る。
2021年天理大学卒業後、東芝ブレイブルーパス (現・東芝ブレイブルーパス東京)に加入。
2022年1月8日に行われたJAPAN RUGBY LEAGUE ONE第1節東京サントリーサンゴリアス戦にて先発出場で公式戦初出場を果たした。